# Sheila Watt-Cloutier
Sheila Watt-Cloutier (Kuujjuaq, 2 de diciembre de 1953) es una activista inuit canadiense. Ha sido representante política de los inuit a nivel regional, nacional e internacional, más recientemente como presidenta internacional del Consejo Circumpolar Inuit (anteriormente Conferencia Circumpolar Inuit). Watt-Cloutier ha trabajado en una variedad de problemas sociales y ambientales que afectan a los inuit, más recientemente, los contaminantes orgánicos persistentes y el calentamiento global. Ha recibido numerosos premios y honores por su trabajo, y ha aparecido en varios documentales, siendo mencionada a menudo por periodistas de todos los medios. Watt-Cloutier es asesora de la Comisión Ecofiscal de Canadá. También es investigadora principal del Center for International Governance Innovation.

## Biografía
Sheila Watt-Cloutier nació en Kuujjuaq, Nunavik, norte de Quebec, Canadá. Su madre era una hábil sanadora e intérprete bien conocida en todo Nunavik, y su padre era un oficial de la Policía Montada del Canadá. Durante los primeros diez años de su vida, Sheila se crio al modo tradicional, viajando por la tierra en trineos tirados por perros, antes de que la enviaran a la escuela en Nueva Escocia y Churchill, Manitoba. A mediados de la década de 1970, trabajó para el Hospital Ungava como traductora de inuktitut y se esforzó por mejorar la educación y las condiciones sanitarias de la comunidad. De 1991 a 1995, trabajó como consejera en el proceso de revisión del sistema educativo del norte de Quebec. Este trabajo condujo al informe de 1992 sobre el sistema educativo en Nunavik, Silaturnimut - The Pathway to Wisdom. Watt-Cloutier también contribuyó significativamente al video de concienciación de los jóvenes Capturing Spirit: The Inuit Journey.
Watt-Cloutier tiene una hija, un hijo y un nieto. Sheila Watt-Cloutier vive en Kuujjuaq, Nunavik, Canadá.

## Activismo político
Watt-Cloutier ha sido representante política de los inuit durante más de una década. De 1995 a 1998, fue Secretaria Corporativa de Makivik Corporation, la organización que reclama la devolución de las tierras inuit canadiense establecida para el norte de Quebec (Nunavik) en virtud del Acuerdo de 1975 de la bahía de James y el norte de Quebec.
En 1995, fue elegida Presidenta del Consejo Circumpolar Inuit (ICC) de Canadá y reelegida en 1998. El ICC representa internacionalmente los intereses de los inuit de Rusia, Alaska, Canadá y Groenlandia. En este puesto, actuó como portavoz de los pueblos indígenas del Ártico en la negociación del Convenio de Estocolmo que prohíbe la fabricación y el uso de contaminantes orgánicos persistentes (COP), incluido el bifenilo policlorado (PCB) o el DDT. Estas sustancias contaminan la cadena alimentaria del Ártico y se acumulan en los cuerpos de los inuit, muchos de los cuales continúan subsistiendo con la comida local del país.
En 2002, fue elegida Presidenta Internacional de la CPI, cargo que ocuparía hasta 2006. Posteriormente, su trabajo ha enfatizado la cara humana del impacto del cambio climático global en el Deshielo ártico. El 7 de diciembre de 2005, basándose en los hallazgos de la Evaluación de Impacto Climático del Ártico, que proyecta que es probable que la cultura de la caza inuit no pueda sobrevivir a la pérdida de hielo marino y otros cambios que tendrán lugar en las próximas décadas, lanzó la primera acción legal internacional sobre el cambio climático: una petición, junto con 62 cazadores y ancianos inuit de comunidades de todo Canadá y Alaska, a la Comisión Interamericana de Derechos Humanos, alegando que las emisiones no controladas de gases de efecto invernadero de los Estados Unidos violaban los derechos humanos culturales y ambientales de los inuit garantizados por la Declaración Americana de Derechos y Deberes del Hombre de 1948. Si bien la CIDH decidió admitir a trámite su petición, la Comisión invitó a Watt-Cloutier a declarar con su equipo legal internacional (incluidos abogados de Earthjustice y del Centro de Derecho Ambiental Internacional) en su primera audiencia sobre cambio climático y derechos humanos el 1 de marzo de 2007.
Su libro The Right to Be Cold, sobre los efectos del cambio climático en las comunidades inuit, fue publicado por Allen Lane - Penguin Random House en 2015.

## Premios y reconocimientos
2002
- Premio del Medio Ambiente Mundial, Asociación Mundial de Organizaciones No Gubernamentales - Washington, D. C., Estados Unidos (en nombre de ICC Canadá).[7]

2004
- National Aboriginal Achievement Award (Medio Ambiente), National Aboriginal Achievement Foundation (ahora Indspire) - Ontario, Canadá.

2005
- Premio Sophie, The Sophie Foundation - Oslo, Noruega.[8]
- Premio Campeón de la Tierra, Programa de las Naciones Unidas para el Medio Ambiente - Nairobi, Kenia.[9]
- Medalla del Norte del Gobernador General - Ottawa, Ontario, Canadá.

2006
- International Environmental Leadership Award, décimo premio anual Green Cross International Millennium Awards, organizado por Global Green, EE. UU. - Los Ángeles, EE. UU.
- Doctora honoraria en derecho, Universidad de Winnipeg - Winnipeg, Manitoba, Canadá.[10]
- Mención a la trayectoria, Canadian Environment Awards - Vancouver, Columbia Británica, Canadá.[11][12]
- Premio Internacional de Medio Ambiente, Gala 2006, Día de la Tierra Canadá - Toronto, Ontario, Canadá.[13]
- Orden de Groenlandia, Asamblea General de la Conferencia Circumpolar Inuit - Barrow, Alaska, EE. UU.
- Oficial de la Orden de Canadá - Ottawa, Ontario, Canadá.[14]

2007
- El 2 de febrero de 2007, The Globe and Mail publicó un informe de que Watt-Cloutier, junto con el ex vicepresidente de los Estados Unidos Al Gore, habían sido nominados para el Premio Nobel de la Paz 2007 junto con otras 180 personas.[15] El informe decía que habían sido nominados por Børge Brende y Heidi Sørensen, ambos miembros del parlamento noruego. El artículo también señalaba que el Comité Noruego del Nobel no comenta los nombres de las personas que pueden haber sido nominadas y, de acuerdo con los estatutos de la Fundación Nobel, no publican los nombres.
- Premio Rachel Carson - Stavanger, Noruega.[16]
- Premio Mahbub ul Haq al Desarrollo Humano, Premios al Desarrollo Humano de las Naciones Unidas - Nueva York, EE. UU.[17]

2008
- Premio Testimonial, Cena Testimonial y Premios del 21.º Foro Anual de Política Pública - Toronto, Ontario, Canadá
- Doctora honoraria en derecho, Universidad de Ottawa - Ottawa, Ontario, Canadá.[18]
- Doctora honoraria en letras, Universidad de Guelph - Guelph, Canadá.[19]
- Doctora honoraria en derecho, Universidad de Windsor - Windsor, Canadá.[20]
- Doctora honoraria en derecho, Royal Roads University - Victoria, Canadá.[21]
- Doctora honoraria en derecho, Universidad Wilfrid Laurier - Waterloo, Canadá.[22]
- Doctorado honorario, INRS - Ciudad de Quebec, Canadá.[23]
- Doctora honoraria en derecho, Universidad McMaster - Hamilton, Canadá.[24]
- Heroes of the Environment (2008), de Time en la categoría "Líderes y visionarios".[25]

2009
- Novena conferencia anual LaFontaine-Baldwin - Iqaluit, Canadá.[26]
- Doctora honoraria en derecho, Universidad de Western Ontario - London, Ontario, Canadá.[27]
- Doctora honoraria en derecho, Universidad de Alberta - Edmonton, Alberta, Canadá.[28]
- Doctora honoraria en derecho, Queen's University - Kingston, Canadá.[29]
- Doctora en Humanidades, Honoris Causa, Bowdoin College - Brunswick, Maine, Estados Unidos.[30]

2010
- Nation Builder of the Decade: el medio ambiente, The Globe and Mail. [31]
- Doctora honoraria en derecho, Universidad de Victoria - (noviembre de 2010) Victoria, BC, Canadá.

2011
- Doctora Honoris Causa en Derecho, Universidad del Norte de Columbia Británica - (mayo de 2011) Prince George, BC, Canadá.

2012
- Doctora honoraria en derecho, Thompson Rivers University - Kamloops, Canadá.
- Doctora honoraria en derecho, Mount Allison University - Sackville, NB, Canadá.

2015
- Doctor honoris causa en Derecho, Universidad de York - Toronto, Ontario, Canadá.
- El premio Right Livelihood Award "por su trabajo de toda una vida para proteger a los inuit del Ártico y defender su derecho a mantener sus medios de vida y su cultura, que están gravemente amenazados por el cambio climático".[32]

## Publicaciones
- "The Inuit Journey Towards a POPs-Free World." Northern Lights Against POPs: Combating Toxic Threats in the Arctic. Ed. David Leonard Downie y Terry Fenge. Montreal: Prensa de la Universidad de McGill-Queen, 2003. 256–267.
- "Don’t Abandon the Arctic to Climate Change". The Globe and Mail 24 de mayo de 2006: A19.
- "ICC responds to last week’s editorial". Nunatsiaq News 9 de junio de 2006: Opinión.
- "Nunavut must think big, not small, on polar bears". Nunatsiaq News 19 de enero de 2007: Opinión.[33]
- "The Strength to Go Forward". CBC: This I Believe 23 de mayo de 2007.[34]
- "Canada's Way". The Ottawa Citizen 29 de agosto de 2007.[35]
- "Ozone treaty offers insurance against climate change". The Globe and Mail 6 de septiembre de 2007: A19.[36]